# ماکوتو اوکوناکا
ماکوتو اوکوناکا (انگلیسی: Makoto Okunaka؛ زادهٔ ۱۸ نوامبر ۱۹۹۳) خواننده، و بازیگر اهل ژاپن است.